# 강수 형태

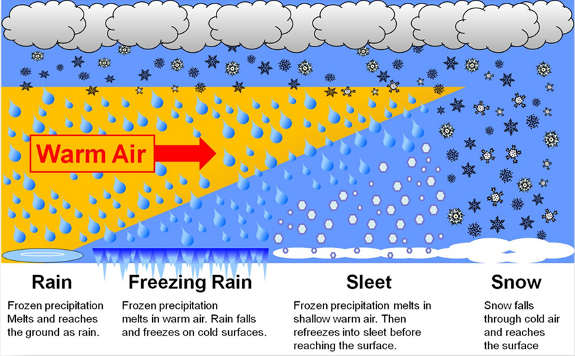

 강수 형태(Precipitation form)는 기상학에서의 기호를 포함한 단계로 있다.

## 유형
강수는 형태와 단계에 따라 세분화 한다.
액체 강수량
- 이슬비 (DZ)
- 비 (RA)
- 숲, 흙, 나뭇잎에 떨어지는 안개 응축

강수량 냉동
- 냉동 이슬비 (FZDZ)
- 냉동 비 (FZRA)
- 진눈깨비 / "Snain"(RASN)
- 일 샤워

냉동 강수량
- 눈 (SN)
- 눈 입자 (SG)
- 아이스 펠릿 / 진눈깨비 (PL)
- 우박 (GR)
- 눈 펠릿 / 싸라기 눈 (GS)
- 얼음 결정 (IC)

## 원리

### 지형성 강우
지형성 강우(地形性降雨, Orographic rainfall)는 산맥의 경사진 면을 따라 상승하는 습한 기류가 단열 팽창으로 기온이 낮아지면서 냉각되어 구름을 이루어 내리는 비를 말한다.

### 대류성 강우
```
대류성 강우 (convective precipitation)은 대류가 발생해 상승기류로 인해 내리는 비이다.소나기 라고도 하며 주로 대류운에서 내리게 된다.웅대적운 혹은 적란운에서 내린다.
```

## 같이 보기
- 기상
- 강수
- 홍수
- 사이클론